# Prasinohaema virens
Espèce
Synonymes
- Lipinia virens Peters, 1881
- Lipinia anolis Boulenger, 1883
- Lygosoma virens (Peters, 1881)

Prasinohaema virens est une espèce de sauriens de la famille des Scincidae.

## Répartition
Cette espèce se rencontre dans les Salomon et en Papouasie-Nouvelle-Guinée.

## Publication originale
- Peters, 1881 : Drei neue Eidechsen, zu der Familie der Scincoiden gehörig, eine Lipinia (mit geckonenuahnlicher Bildung der Zehen!) aus Neu-Guinea und wie Mocoa aus Neuholland. Sitzungsberichte der Gesellschaft Naturforschender Freunde zu Berlin, vol. 1881, no 5, p. 81-85 (texte intégral).